# Dornier Do 29
Le Dornier Do 29 est un avion à décollage et atterrissage court (ADAC) expérimental développé par Dornier et la Deutsche Versuchsanstalt für Luftfahrt (centre allemand pour l'aéronautique et l'astronautique) dans les années 1950, utilisé pour tester un système d'hélices basculantes. Le concept s’est avéré efficace lors des essais en vol, mais aucun développement supplémentaire du système ou de l’avion n’a été entrepris et, à la fin de son programme d’essais, le Do 29 a été mis hors service.

## Conception et développement
Au cours de la Seconde Guerre mondiale, Heinrich Focke, de chez le fabricant d’hélicoptères Focke-Achgelis, a l'idée de concevoir un avion à décollage et atterrissage court qui utiliserait un système d’hélices propulsives, une sur chaque aile capable de fournir une poussée vers le bas en améliorant ainsi la portance. Alors désigné Fa 269, le concept n’a pas été développé en raison de l'avancement de la guerre.
Toutefois, dans les années 50, le regain d'intérêt pour les avions ADAC et ADAV a conduit à une réévaluation du concept de Focke. Dornier s'est vu confier le contrat de développement d'un avion capable de démontrer la faisabilité du système à hélices basculantes. L’appareil, baptisé Do 29, est basé sur l'avion de transport léger Do 27, celui-ci étant modifié avec des moteurs jumeaux Lycoming GO-480 montés sous les ailes. Ces moteurs étaient équipés d'hélices propulsives tripales pouvant être inclinées vers le bas jusqu'à un angle de 90 degrés. Les moteurs étaient couplés de manière à maintenir une poussée symétrique en cas de panne moteur.
Le fuselage avant a également été modifié avec une configuration de cockpit similaire à celui d'un hélicoptère. Un siège éjectable Martin-Baker était prévu pour permettre au pilote de s'éjecter en cas d'urgence.

## Essais

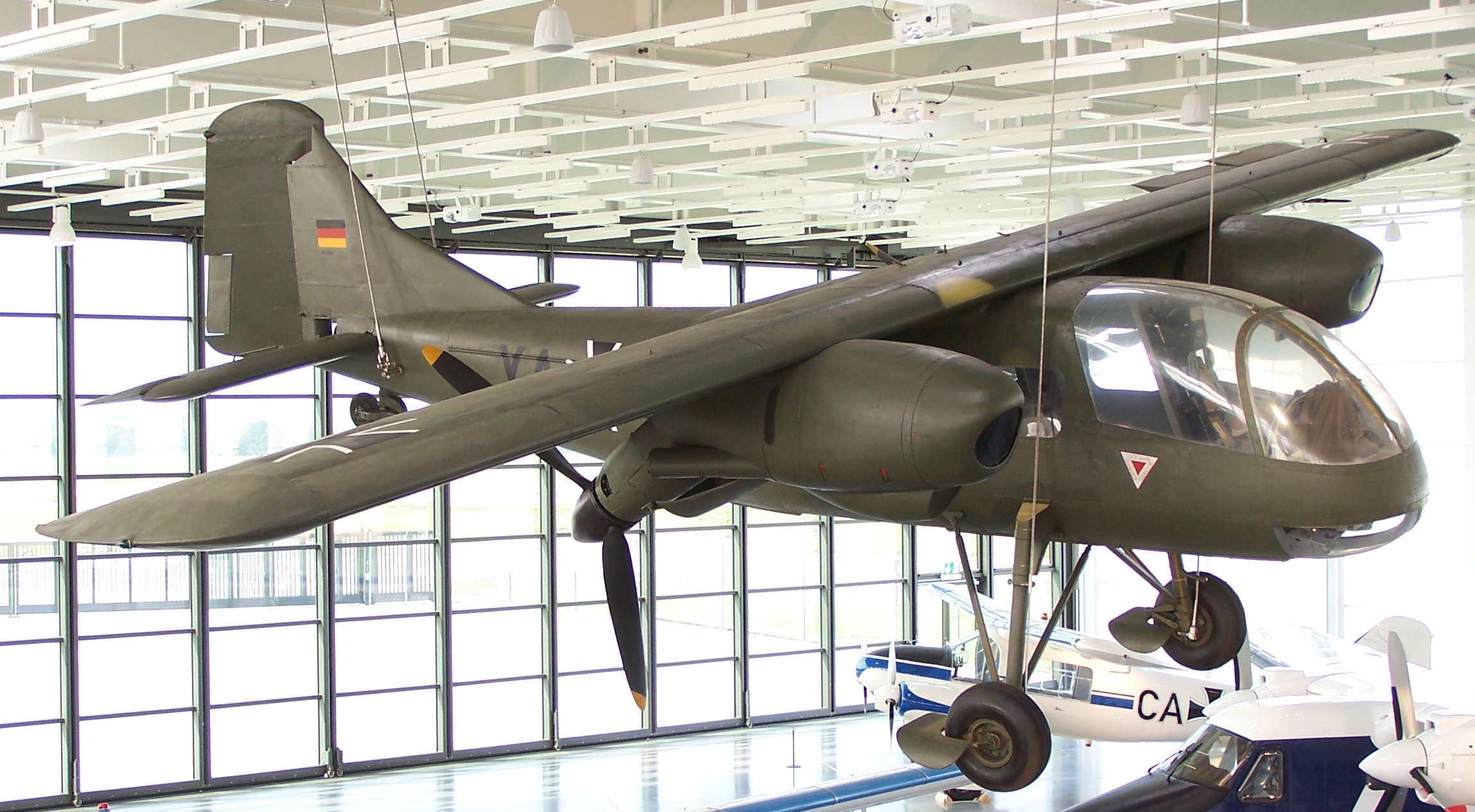
Le Do 29 au musée Dornier

Trois exemplaires de Do 29 étaient prévus mais seulement deux furent construits. Le premier prototype a volé le 12 décembre 1958. Le système d'inclinaison avait une capacité de rotation nominale de 90 degrés. Cependant, lors des essais en vol suivants, le système d’hélices n’a pas subi de rotation supérieure à 60 degrés. L’appareil s’est avéré très efficace, avec une vitesse de décrochage de 24 km/h et des performances exceptionnelles sur terrain court.
Malgré cela, le système d'hélices basculantes n'a plus été utilisé après la fin du programme d'essais en vol.

## Avion exposé
Un des prototypes Do 29 a survécu au programme et est exposé au musée Dornier en Allemagne.

## Utilisateurs

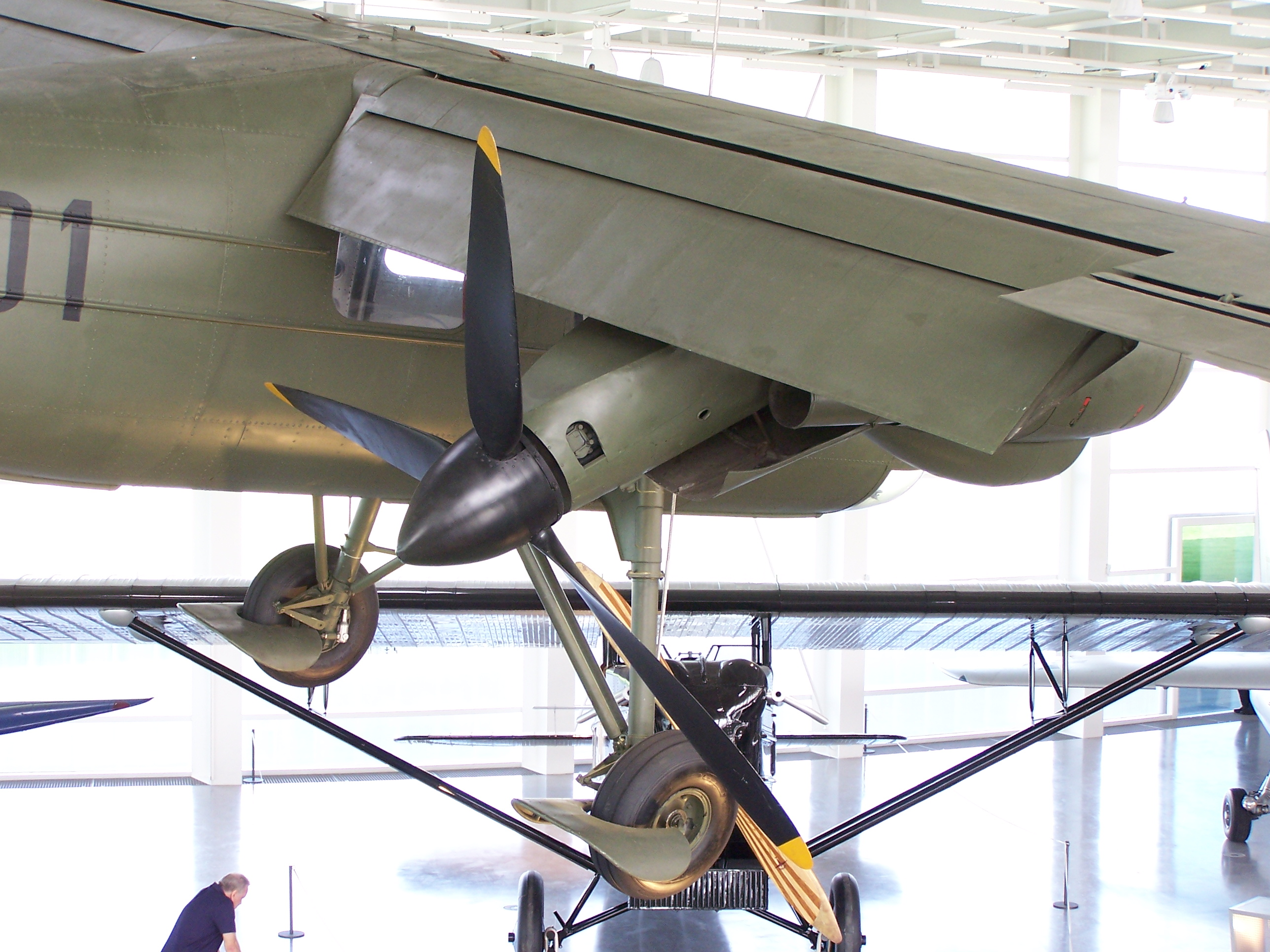
Détail de l'hélice

Allemagne
- Luftwaffe